# Quercus inopina
Quercus inopina es una especie del género Quercus dentro de la familia de las Fagaceae. Está clasificada en la Sección Lobatae; del roble rojo de América del Norte, Centroamérica y el norte de América del Sur que tienen los estilos largos, las bellotas maduran en 18 meses y tienen un sabor muy amargo. Las hojas suelen tener lóbulos con las puntas afiladas, con cerdas o con púas en el lóbulo.

## Distribución y hábitat
Es un endemismo del sudeste de Norteamérica donde se distribuye por Florida.

## Taxonomía
Quercus inopina fue descrita por William Willard Ashe y publicado en Rhodora 31(364): 79–80. 1929.
Etimología
Quercus: nombre genérico del latín que designaba igualmente al roble y a la encina.
inopina: epíteto